# Краснополь (керований снаряд)
«Краснополь» — корегований артилерійський боєприпас калібру 152 або 155 мм. Призначений для ураження броньованих цілей та воєнних об'єктів з першого пострілу. Корекцію виконують аеродинамічні керма на кінцевій ділянці польоту за лазерною позначкою на цілі. Для збільшення максимальної відстані снаряд має реактивний двигун або донний газогенератор. Розвинені аеродинамічні поверхні забезпечують планування до цілі, чим збільшують відстань та зменшують обмеження за висотою хмарності.
Входить у російський комплекс керованого артилерійського озброєння, розроблений у тульскому КБ Приладобудування. Експортні версії снаряда адаптовані до відповідних комплексів країн-імпортерів.
Серійне виробництво налагоджене на ВАТ «Ижмаш», голівку самонаведения (ГСН) для снаряда виготовляє ЛОМО.

## Історія
Роботи зі створення корегованого 152-мм артилерійського снаряда «Краснополь» були розпочаті наприкінці 1970-х років у КБП. Лазерну напівактивну головку самонаведення для снаряда розробляло Ленінградське оптико-механічне об'єднання, виробництво ГСН відбувалось у Науково-виробничому комплексі «Прогрес» (зараз НВК «Прогрес», м. Ніжин, Україна), лазерний цілевказівник-далекомір 1Д15 (або 1Д20) був створений НДІ «Полюс». Бортова апаратура — НДІФП.
У серпні 2018 року, під час російсько-сербських навчань на полігоні в Ленінградській області РФ, артилеристи Західного військового округу провели стрільби снарядами «Краснополь» із САУ «Мста-С», відпрацювавши знищення командного пункту та укріплених позиціях умовного противника на дистанціях до 20 кілометрів. Координати цілей надавалися підрозділами за допомогою комплексів розвідки, зв’язку та керування «Стрелец».
У травні 2022 року пройшла дослідну експлуатацію «з позитивними результатами» модифікація «Краснополя» для застосування з безпілотних літальних апаратів. Про це повідомили в холдінгу «Високоточні комплекси» на виставці озброєнь та військової техніці MILEX-2023.
У липні 2022 року гендиректор концерну «Калашников», який виробляє основні збірні одиниці і блоки для «Краснополя», повідомив про модернізацію снаряду «Краснополь-М», яка отримала збільшення дальності стрільби (до 26 км), потужності бойової частини та ефективність при стрільбі при хмарності та вітрі. Замість корегувальника, який має наблизитися до цілі на відстань не менше 5 км, «Краснополь-М» може використовувати дані з БПЛА та захоплювати три цілі одночасно. Холдинг «Високоточні комплекси» повідомив, що в серійне виробництво впроваджуються доробки за підсумками застосування «Краснополя» в російсько-українській війні.
У грудні 2022 року Конструкторське бюро приладобудування імені академіка А. Г. Шипунова заявило про розробку модифікацій «Краснополя» для повітряних носіїв та мінометів.
У серпні 2023 року, на форумі «Армия-2023», корпорація «Ростех» повідомила, що модернізований «Краснополь-М» вже виготовляється і поставляється у війська.

## Опис
Російський комплекс корегованого озброєння (індекс ГРАУ 2К25) включає у себе корегований осколково-фугасний снаряд 3ОФ39 «Краснополь» калібру 152 мм (використовує у складі пострілів роздільного заряджання 3ВОФ64 та 3ВОФ93), з напівактивною лазерною головкою самонаведення 9Е421, яка отримує відбитий сигнал від цілі, яку підсвічує лазерний цілевказівник-далекомір 1Д15 (1Д20, 1Д22). У склад комплексу можуть входити: комплект засобів синхронізації пострілу 1А35 і радіостанція Р-159МА. Стрільба виконується з російських 152-мм артилерійських систем: Д20, 2С3 «Акація», 2С19 «Мста-С», 2А65 «Мста-Б».
Для укладання у бойовому відділенні самохідних гармат снаряд 3ОФ39 конструктивно зроблений з двох відсіків, що стикують перед стрільбою із допомогою швидкозвінчуваного з'єднання:
- снарядного відсіку, до складу якого входить бойова частина (БЧ), розгонний двигун (РДТТ) і блок стабілізаторів;
- відсіку управління, який включає автопілотний блок, ГСН і носовий блок.

Як органи управління в снарядному польоті використані чотири висувні аеродинамічні керма, у блоці стабілізаторів також наявні чотири висувні стабілізатора.
Модифікований варіант 3ОФ39М виконаний моноблоком, що спрощує підготовку до стрільб.
Вальниці тертя на провідних поясках забезпечують низьку швидкість обертання снаряда при стрільбі зі стандартного нарізного ствола — це необхідно для нормальної роботи систем корекції. Для збільшення заряду корпус боєприпасу зроблений тонкостінним. Збереження геометрії корпусу при перевантаженнях у момент пострілу забезпечується перерозподілом тиску наддуву порохових газів. Оптика головки самонаведення прикрита захисним кожухом, що відокремлюється в польоті, для захисту від забруднення і пошкоджень під час пострілу.

### Застосування
Обслуга з трьох чоловік підсвічує ціль із допомогою лазерного цілевказівника-далекоміра, що входить до складу переносного комплексу автоматизованого управління вогнем «Малахит». Дрібнорозмірні цілі типу танк можуть бути підсвічені з відстані до 5-7 км вдень і до 4 км вночі, більші цілі — до 15 км. Після чого з віддаленої позиції відбувається постріл коригованим снарядом.

### К155
КМ-1 «Краснопіль» (у деяких джерелах — «Краснопіль-155», К155) — модифікація боєприпасу «Краснопіль» для 155-мм артилерійських систем М109А2/А6 (США), G5, G6 «Rhino» (ПАР), FH77B (Швеція), TRF1 (Франція) та інших. У складі комплексу використаний 155-мм осколково-фугасний керований снаряд К155 і метальний заряд ВК155 (або штатні метальні заряди артилерійської системи калібру 155 мм).

### 3ОФ39М «Краснополь-М»
3ОФ39М «Краснопіль-М» — моноблочна модифікація 3ОФ39 «Краснопіль». Боєприпас створений у габаритно-масових характеристиках звичайного некерованого ОФС, що дозволяє розміщувати його в зібраному вигляді (без поділу на відсіки) у складі штатної бойової укладки самохідних гармат. У КАС «Краснопіль-М» для досягнення максимальної дальності стрільби замість розгінного двигуна КАС «Краснопіль» застосовано донний газогенератор, що дозволило зменшити довжину снаряда. Кількість висувних стабілізаторів збільшена до 6 штук. Розробка велася з 1990-х років.
За рахунок можливості стрільби по похилішій траєкторії в порівнянні з базовим варіантом, для «Краснополь-М» знижені вимоги до мінімальної висоти границі хмарності. В результаті цього час, придатний для застосування «Краснополь-М» зріс на 10-30 % (в залежності від ТВД). Має вищу імовірність влучення у ціль — 0,8-0,9 (0,7-0,8 для 3ОФ39 «Краснополь»).

### К155М

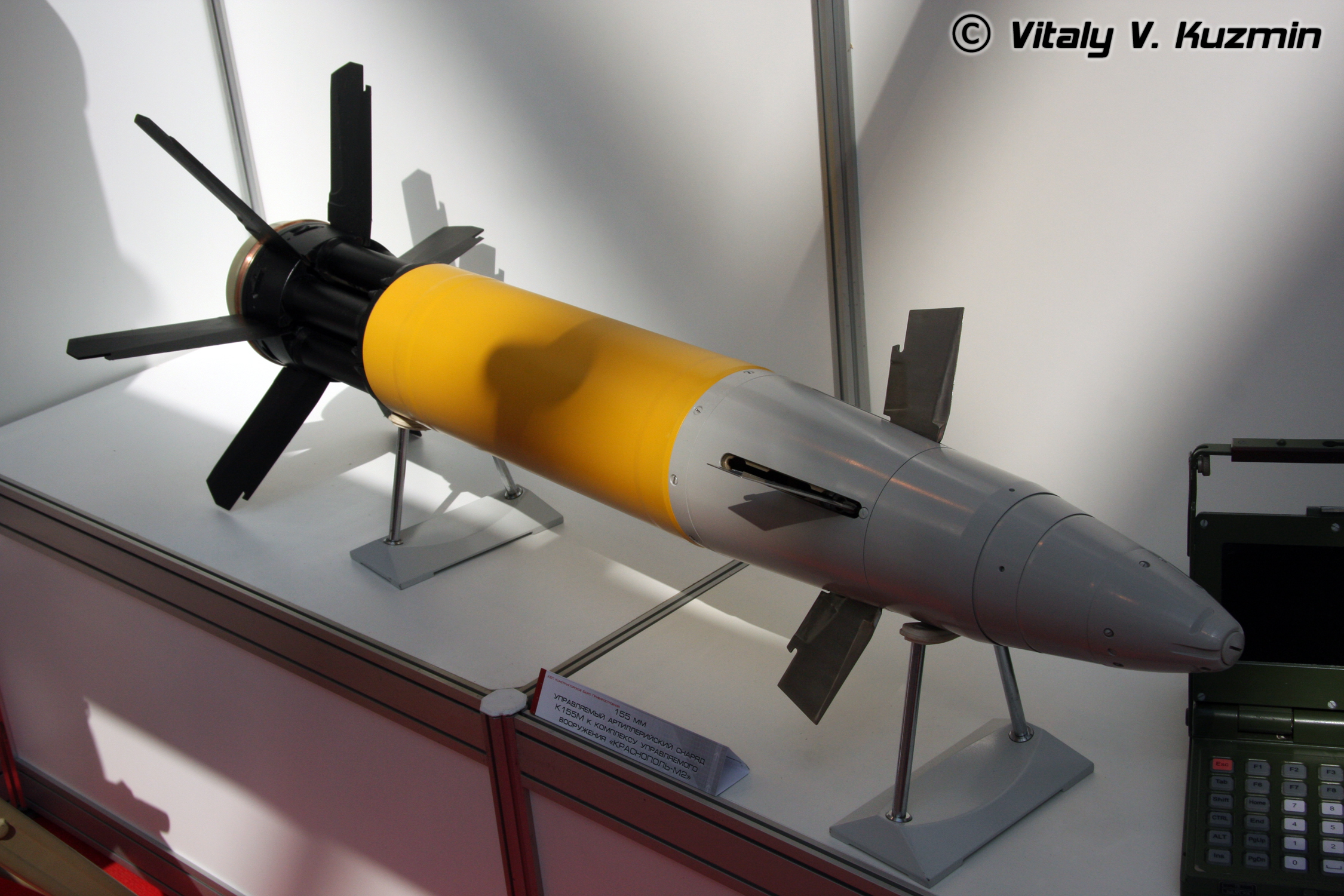
Краснополь-М2 на виставці МВСВ-2008.

КМ-2 «Краснополь-М2» — 155-мм варіант керованого артилерійського снаряда «Краснополь-М» (під стандарти НАТО). Включає у себе коригований осколково-фугасний снаряд К155МА калібру 155 міліметрів, з напівактивним самонаведенням на ціль, що підсвічена лазером. Призначений для ураження нерухомих і рухомих броньованих та неброньованих цілей та інженерних споруд на відстані до 25 км з першого пострілу. Спосіб ураження — з гори, за злітно-пікованою траєкторією.
Були постачання до Індії та КНР, було налагоджене виробництво за ліцензією у КНР. Для комплексу «Краснополь-М» компанією CILAS (Франція) була створена система лазерної цілевказівки DHY307, у 2001 році для підтвердження її сумісності з «Краснополем», у Франції були проведені стрільбові випробування з використанням DHY307.

### Краснополь-Д
Подальша модернізація снаряду «Краснополь» з підвищенням дальності стрільби і наведенням за допомогою систем супутникової навігації.

## Бойове застосування

### Російська інтервенція у Сирію
Снарядом «Краснополь» були вбиті бойовики, які здійснили обстріл авіабази Хмеймим 31 грудня 2017.

### Російсько-українська війна
4 травня 2018 року ГУР МОУ повідомило про постачання керованого артилерійського боєприпасу «Краснополь» артилерійській бригаді окупаційних корпусів РФ на Донбасі.
У червні 2018 року у зоні бойових дій на сході України військовослужбовцями ЗСУ знайдені рештки розгонного двигуна і стабілізаторів, схожі на хвостовий відсік радянської модифікації снаряда «Краснополь». Було висунуто припущення про постачання цих боєприпасів з Росії.
14 лютого 2019 року о 07.33 з напрямку м. Вуглегірськ було здійснено обстріл сел. Новолуганське. Обстеження уламків ідентифікувало високоточний боєприпас «Краснополь» калібру 152 мм.
Застосування боєприпасів 2К25 «Краснополь» є грубим порушенням мінських угод, оскільки їхня максимальна відстань ураження цілей — близько 20 км, більш ніж удвічі менша за 50 км, — відстань, на яку мала бути відведена артилерія калібром понад 100 мм.
Під час Слобожанського контрнаступу Збройних Сил України восени 2022 року було захоплено принаймні кілька снарядів «Краснополь».
В листопаді 2022 року російська пропаганда скаржилась на нестачу високоточного озброєння типу снарядів «Краснополь» та «Китолов».

## Експорт
Дійсні
- Індія — 3000 одиниць «Краснополь-М» поставлено з 1999 року по 2002 рік. Сукупна вартість близько 111 млн доларів США;[19][20]
- КНР — не менше 1000 снарядів «Краснополь-М» калібру 152-мм поставлено у 1999—2000 роках, також з березня 2000 року за ліцензією, придбаною КНР у 1997 році компанією Norinco[21].

## Порівняння з аналогічними боєприпасами
Для придушення нерухомої батареї M109 на відстані 16 км трьома батареями 152 мм САУ необхідно 902 ОФ снаряда, при використанні КАС «Краснополь» треба близько 9 снарядів. При цьому для стрільби звичайними снарядами необхідні значні витрати часу на топографічне прив'язування, розрахунків за таблицями ведення вогню, тривале знаходження батареї на одному місці, що негативно впливає на живучість батареї. Для визначення координат цілі необхідні КНП типу 1У18, 1У19, 1У12, 1У13, 1У152, БПЛА або інші засоби розвідки.